# (288) Glauca

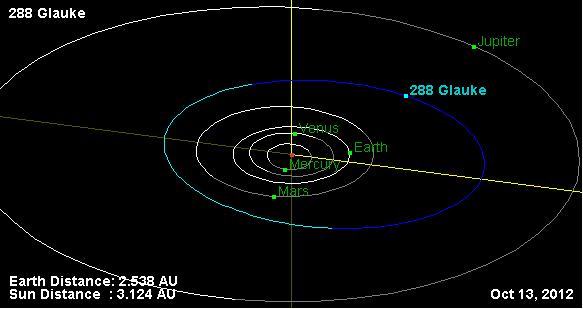
Òrbita de l'asterioide (288) Glauca.

(288) Glauke és un asteroide pertanyent al cinturó d'asteroides descobert per Karl Theodor Robert Luther des de l'observatori de Düsseldorf-Bilk, Alemanya, el 20 de febrer de 1890.
Està nomenat així per Glauca, un personatge de la mitologia grega.

## Característiques orbitals
Glauke orbita a una distància mitjana de 2,761 ua del Sol, podent apropar-se fins a 2,197 ua. La seva excentricitat és 0,2044 i la inclinació orbital 4,336°.
Empra a completar una òrbita al voltant del Sol 1676 dies.